# W. H. Auden
Wystan Hugh Auden (York, Egyesült Királyság, 1907. február 21. – Bécs, 1973. szeptember 29.) angol–amerikai költő, drámaíró, kritikus, forgatókönyvíró, aki W. H. Auden néven publikált. Sokak szerint a 20. század egyik legnagyobb írója. Munkái stilisztikai és technikai virtuozitásukról váltak híressé. Költészete olyan témákat érint mint a szerelem, a politika, az állampolgárság, a vallás és erkölcs, valamint az egyén kapcsolata a személytelen természet világával.

## Élete
Angliában, York városában született. Családja a katolikus hagyományokat követő High Church-höz tartozott, mindkét nagyapja anglikán lelkész volt. Egyéves korában Birminghambe költöztek. Hindheadben (Surrey) járt elemi iskolába, ott ismerte meg Christopher Isherwoodot, a későbbi írót. 13 évesen beíratták Norfolkban a Gresham’s Schoolba, és itt fedezte fel költői elhivatottságát. 1925-ben ösztöndíjat kapott az oxfordi Christ Church College biológia szakára, de egy év után angol irodalmat kezdett hallgatni ugyanott. Oxfordi egyetemi évei alatt barátságot kötött Cecil Day Lewis-szal, Louis MacNeice-szel és Stephen Spenderrel, akik annak a baloldali, intellektuális csoportnak voltak tagjai, amelynek vezető egyénisége Auden volt. 1925-ben újra kapcsolatba került Isherwooddal, neki küldte el verseit, ő lett Auden irodalmi mentora. A 30-as években homoszexuális kapcsolatban élt Isherwooddal. 1935 és 1939 között három színművön és egy útikönyvön dolgoztak együtt.
Auden 1928-ban szerezte meg diplomáját, elhagyta Oxfordot és kilenc hónapra Berlinbe költözött. A nemzetiszocializmus előtti német fővárosban tapasztalta meg először életében azt a politikai és gazdasági nyugtalanságot, amely később írásainak egyik fő témája lett. 1930-ban T. S. Eliot, a Faber and Faber irodalmi tanácsadója vállalta első verseskötetének (Poems) kiadását. (A Faber and Faber adta ki Auden összes könyvét). A modern hangvételű, politikailag is elkötelezett kötet, amely elárulta a szerző antropológiai ismereteit és a pszichoanalízisben való jártasságát is, azonnal sikert aratott.
1930 és 1935 között tanított, két évig Skóciában, három évig pedig Malvern Hillsben, ahol Agapé „látomása” volt, s amelynek hatására 1940-ben visszatért az anglikán egyházba. Azután szabadfoglalkozású esszéistaként és íróként dolgozott a G.P.O. Film Unit dokumentumfilmeket gyártó cégnél, szövegíróként Benjamin Brittennel is együttműködött. 1935-ben feleségül vette Erika Mannt, Thomas Mann lányát, hogy brit útlevél birtokában elmenekülhessen a náci Németországból.
Auden gyermekkora óta érdeklődött az óészaki irodalom, különösen az izlandi sagák iránt, mert szilárdan hitte, hogy izlandi felmenőkkel rendelkezik. 1936-ban három hónapot Izlandban töltött, ahol anyagot gyűjtött az Izlandi levelek (Letters from Iceland) című útikönyvéhez, amelyet Louis MacNeice-szel együtt írt.
1937-ben Spanyolországba utazott, hogy mentőautó sofőrként segítse a Második Spanyol Köztársaságot a spanyol polgárháborúban. De csak propagandamunkát bíztak rá, ezért kiment a frontra. A 7 hétig tartó spanyolországi út mélyen érintette. 1938-ban ismét útra kelt Isherwooddal együtt, ezúttal Kínába, a második kínai–japán háború idején. Élményeikből született a Journey to a War című közös könyvük.
1939-ben Isherwooddal elhajózott New Yorkba, távozásukat árulásnak tekintették Angliában. 1941–42-ben a University of Michigan tanára volt, majd 1942 augusztusában jelentkezett az amerikai hadseregbe, de egészségügyi okok miatt alkalmatlannak nyilvánították. 1945 nyarán Németországba utazott a Stratégiai bombázások hatásait vizsgáló amerikai bizottsággal, amely a szövetséges hatalmak bombatámadásainak hatását vizsgálta Németországban. Az itt szerzett tapasztalatai erősen befolyásolták a háború utáni írásait. Azután Manhattanben telepedett le, szabadúszó íróként és előadóként tevékenykedett. 1946-ban kapta meg az amerikai állampolgárságot. 1948 óta Európában töltötte a nyarakat, először Ischiában, majd 1958-tól Kirchstettenben, Alsó-Ausztriában, ahol parasztházat vásárolt, és elmondása szerint örömkönnyeket hullatott, amikor végre saját otthonnal rendelkezett. 1973-ban hunyt el Bécsben, Kirchstettenben temették el.

## Legjelentősebb művei
- Poems (1930)
- Look, Stranger! (1936)
- The play - The Dog Beneath the Skin (1935, Christopher Isherwooddal együttműködve)
- Another Time (1940)
- For the Time Being (1944)
- The Age of Anxiety (1948) (Pulitzer-díj (USA))
- Nones (1951)
- The Shield of Achilles (1955)
- Homage to Clio (1960)
- The criticism: The Dyer's Hand (1962)

## Librettók
- A léhaság útja (The Rake’s progress) – Igor Stravinsky operájához
- Vadász eleink (Our Hunting Fathers) – Benjamin Britten zenéjére
- Hadrianus fala (Hadrian's Wall) – Benjamin Britten zenéjére
- Paul Bunyan – Benjamin Britten zenéjére

## Magyarul megjelent művei
- Achilles pajzsa. Válogatott versek; vál., utószó Fodor András, ford. Fodor András et al.; Európa, Bp., 1968
- Wystan Hugh Auden válogatott versei; vál., szerk., előszó, életrajz Fodor András, ford. Lakatos Kálmán et al., jegyz. Ugrin Aranka; Kozmosz Könyvek, Bp., 1980 (A világirodalom gyöngyszemei) ISBN 963-211-412-4

## Fordítás
- Ez a szócikk részben vagy egészben  a   W. H. Auden című angol Wikipédia-szócikk fordításán alapul.  Az eredeti cikk szerkesztőit annak laptörténete sorolja fel. Ez a jelzés csupán a megfogalmazás eredetét és a szerzői jogokat jelzi, nem szolgál a cikkben szereplő információk forrásmegjelöléseként.